# Рута Мејлутите
Рута Мејлутите (литв. Rūta Meilutytė; 19. март 1997. у Каунасу) је репрезентативка Литваније у пливању. Власница је девет националних рекорда Литваније у пливању.
На Летњим олимпијским играма 2012. у Лондону Рута је освојила златну олимпијску медаљу на 100 метара прсно у времену 1:05,47 и тако постала прва Литванка освајач олимпијске пливачке медаље, те најмлађи литвански спортиста са освојеном златном олимпијском медаљом у историји (са само 15 година). У истој дисциплини Рута је дан раније у полуфиналу поставила нови европски рекорд испливавши деоницу за 1:05,21.
Тренутно се школује на колеџу у Плимуту а њен тренер је Џон Руд.